# 莱恩堡
莱恩堡是德国巴伐利亚州的一个市镇。总面积29.44平方公里，总人口6431人，其中男性3190人，女性3241人（2011年12月31日），人口密度218人/平方公里。